# Шеплежизна
Шеплежизна (пол. Szeplerzyzna, нім. Schönerswalde) — село в Польщі, у гміні Ілава Ілавського повіту Вармінсько-Мазурського воєводства.
У 1975-1998 роках село належало до Ольштинського воєводства.